# Holger Juul Hansen
Holger Juul Hansen (født 14. august 1924 i Nyborg, død 19. marts 2013 i København)
var en dansk film-, tv- og teaterskuespiller. Juul Hansen blev især kendt for rollen som den konservative bankdirektør Hans Christian Varnæs i tv-serien Matador (1978-82). I sin senere karriere fik han succes som den vege og gemytlige overlæge Moesgaard i tv-serierne Riget (1994) og Riget II (1997) – en rolle, han modtog to Bodilpriser for.

## Karriere
Holger Juul Hansen blev handelsuddannet som isenkræmmer i København under 2. verdenskrig.
Efterfølgende blev Juul Hansen optaget på Alliancescenernes Elevskole, hvor han blev uddannet til skuespiller i årene 1946-48.
Juul Hansen var i sin teaterkarriere engageret ved Aalborg Teater (1948-51), Odense Teater (1951-53), Allé-Scenen (1953-56); Folketeatret, Frederiksberg Teater og Det Ny Scala (1956/57); Det Ny Teater (1957-59), Det Kongelige Teater (1961-76 og 77-87) og Aveny Teatret (1976/77).

## Privatliv
Holger Juul Hansen var søn af bogholder Holger Hansen og hustru Christine Juul Christensen. Holger var desuden lillebror til forfatter og lydbogsindlæser Henrik Juul Hansen.
Juul Hansen blev gift med skuespilleren Else-Marie Hansen i Solbjerg Kirke den 23. december 1952. Ægteskabet blev opløst i 1965, hvor Juul Hansen blev gift med solodanserinden Inge Juul Hansen (født 1945).

## Hæder og priser
- 1968 – Ridder af Dannebrog
- 1995 – Bodilprisen for bedste mandlige birolle (for Riget)
- 1996 – Ole Haslunds Kunstnerfond
- 1998 – Bodilprisen for bedste mandlige hovedrolle (for Riget II)